# 마마디 둠부야

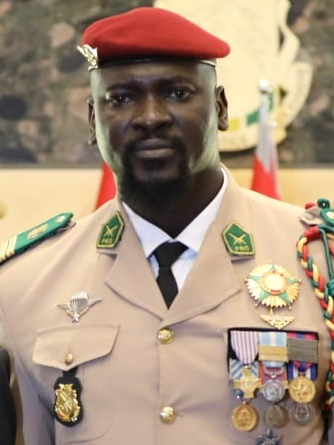
마마디 둠부야(2021년)

마마디 둠부야(프랑스어: Mamady Doumbouya, 1980년 3월 4일~ )는 기니의 군인이다. 그는 2021년 9월 5일부터 기니의 임시 대통령 겸 국가화해발전위원회(CRND) 의장을 역임하고 있다.

## 어린 시절 및 군생활
그는 1980년 3월 4일 기니 캉칸주에서 태어났다. 그는 기니 특수부대의 일원으로 과거 프랑스 군단에서 활동했었다. 그후 대대장 시절부터 여러 나라를 파견가며, 국제적인 훈련과 임무를 수행했었다. 그는 킨디아주 포레카리아에 본부를 둔 국가정보국에서 역할을 수행하였다. 2019년에는 중령, 2020년에는 대령으로 진급하였다.
그는 군 생활 15년간 아프가니스탄, 코트디부아르, 지부티, 중앙아프리카공화국, 이스라엘, 키프로스, 영국 등 파견간 경험이 있다.
그리고 유럽연합(EU)이 인권침해 혐의로 제재하겠다고 위협한 기니 출신 25명 중 1명이다.

## 2021년 기니 쿠데타
2021년 9월 5일 쿠데타를 일으켜 당시 대통령이었던 알파 콩데를 대통령직에서 축출시켰다. 쿠데타 직후 당일, 그는 국영 방송 RTG를 통해 "그와 파벌들이 정부와 헌법을 해산하였다"고 선언하였다. 2021년 10월 1일 마마디 둠부야는 임시 대통령으로 취임하였다.

## 사생활
그는 프랑스 국립 헌병대의 현역 군인 로리안 더움부야와 결혼했다. 슬하 4명의 자녀를 두었다.

## 같이 보기
- 알파 콩데
- 기니의 대통령
- 2021년 기니 쿠데타